# Berlin-Marathon 1978
| 5. Berlin-Marathon     | 5. Berlin-Marathon          |
| ---------------------- | --------------------------- |
| Stadt                  | Berlin, Deutschland         |
| Datum                  | 3. September 1978           |
| Distanz                | 42,195 Kilometer            |
| Sieger                 |                             |
| Männer                 | Michael Spöttel (2:20:03 h) |
| Frauen                 | Ursula Blaschke (2:57:09 h) |
| ← Berlin-Marathon 1977 | Berlin-Marathon 1979 →      |
| Website                | Offizielle Website          |

Der Berlin-Marathon 1978 war die 5. Ausgabe der jährlich stattfindenden Laufveranstaltung in West-Berlin. Der Marathon fand am 3. September 1978 statt.
Bei den Männern gewann Michael Spöttel in 2:20:03 h, bei den Frauen Ursula Blaschke in 2:57:09 h.

## Ergebnisse

### Männer
| Platz | Athlet          | Land           | Zeit (h) |
| ----- | --------------- | -------------- | -------- |
| 01    | Michael Spöttel | BR Deutschland | 2:20:03  |
| 02    | Michael Weiß    | BR Deutschland | 2:24:32  |
| 03    | Rainer Gemmecke | BR Deutschland | 2:26:33  |

### Frauen
| Platz | Athletin        | Land           | Zeit (h) |
| ----- | --------------- | -------------- | -------- |
| 01    | Ursula Blaschke | BR Deutschland | 2:57:09  |
| 02    | Gerda Reinke    | BR Deutschland | 2:59:23  |
| 03    | Christa Kloth   | BR Deutschland | 3:00:56  |